# Кубок світу з біатлону 2019—2020, змішана естафета
Залік змішаних естафет у рамках Кубку світу з біатлону сезону 2019—20 складається з 8 гонок, що проходитимуть упродовж двох етапів та чемпіонату світу. Перші з цих гонок відбулися 30 листопада 2019 року в Естерсунді, остання відбудеться 15 березня 2020 року в Контіолагті. 4 із запланованих гонок приходитимуть у звичному форматі з участю двох жінок і двох чоловіків від кожної команди, чотири гонки проводяться за форматом одиночної змішаної естафети.

## Чільні три команди сезону 2018–19
| Медаль  | Команда  | Очки |
| ------- | -------- | ---- |
| Золото: | Норвегія | 306  |
| Срібло: | Франція  | 281  |
| Бронза: | Італія   | 266  |

## Переможці та призери етапів
| Гонки:                                  | Золото:                                                                    | Час                                                       | Срібло:                                                                             | Час                                                       | Бронза:                                                                                                  | Час                                                       |
| Одиночна змішана естафета — Естерсунд   | Швеція Ганна Еберг Себастьян Самуельссон Ганна Еберг Себастьян Самуельссон | 36:42.1 (1-3) (1-3) (0-0) (0-1) (0-2) (0-0) (0-1) (0-1)   | Німеччина Франциска Пройс Ерік Лессер Франциска Пройс Ерік Лессер                   | 37:00.2 (0-2) (0-0) (0-2) (0-1) (0-1) (0-0) (0-0) (1-3)   | Норвегія Марте Ольсбу-Рейселанн Ветле Шостад Крістіансен Марте Ольсбу-Рейселанн Ветле Шостад Крістіансен | 37:22.5 (0-3) (0-2) (0-2) (1-3) (0-3) (0-0) (0-0) (0-3)   |
| Змішана естафета — Естерсунд            | Італія Ліза Вітоцці Доротея Вірер Лукас Гофер Домінік Віндіш               | 1:05:56.1 (0-2) (0-0) (0-1) (0-0) (0-1) (0-1) (0-2) (0-2) | Норвегія Інгрід-Ланнмарк Тандреволл Тіріль Екгофф Тар'єй Бо Йоганнес Тінгнес Бо     | 1:06:00.2 (0-2) (0-3) (0-2) (0-3) (0-1) (0-1) (0-3) (0-0) | Швеція Лінн Перссон Мона Брурссон Єспер Нелін Мартін Понсулоума                                          | 1:06:56.0 (0-0) (0-3) (0-0) (0-1) (0-0) (0-3) (0-3) (0-1) |
| Змішана естафета — Поклюка              | Франція Кантен Фійон Майє Сімон Детьє Жустін Бреза Жулья Сімон             | 1:17:53.3 (0-1) (0-0) (0-2) (0-0) (0-2) (0-1) (0-1) (0-1) | Норвегія Тар'єй Бо Йоганнес Тінгнес Бо Сюнневе Сулемдаль Інгрід-Ланнмарк Тандреволл | 1:18:33.9 (0-0) (0-0) (0-2) (0-0) (0-0) (0-2) (0-0) (0-0) | Німеччина Філіпп Горн Йоганнес Кюн Яніна Геттіх Ванесса Гінц                                             | 1:18:54.7 (0-0) (0-0) (0-0) (0-1) (0-0) (0-2) (0-1) (0-1) |
| Одиночна змішана естафета — Поклюка     | Франція Емільєн Жаклен Анаїс Бескон Емільєн Жаклен Анаїс Бескон            | 38:33.4 (0-0) (0-0) (0-1) (0-0) (0-1) (0-2) (0-1) (0-0)   | Естонія Рене Загкна Регіна Ойя Рене Загкна Регіна Ойя                               | 38:39.3 (0-0) (0-0) (0-1) (0-0) (0-1) (0-1) (0-0) (0-0)   | Австрія Зімон Едер Ліза Тереза Гаузер Зімон Едер Ліза Тереза Гаузер                                      | 38:39.3 (0-1) (0-1) (0-1) (0-2) (0-0) (0-0) (0-0) (0-1)   |
| Змішана естафета — Антерсельва          | Норвегія Марте Ольсбу-Рейселанн Тіріль Екгофф Тар'єй Бо Йоганнес Бо        | 1:02:27.7 (0+1) (0+0) (0+1) (0+3) (0+0) (0+1) (0+0) (0+0) | Італія Ліза Віттоцці Доротея Вірер Лукас Гофер Домінік Віндіш                       | 1:02:43.3 (0+2) (0+0) (0+1) (0+1) (0+0) (0+0) (0+0) (0+2) | Чехія Ева Пускарчикова Маркета Давідова Ондржей Моравець Міхал Крчмарж                                   | 1:03:14.1 (0+1) (0+0) (0+0) (0+0) (0+0) (0+1)             |
| Одиночна змішана естафета — Антерсельва | Норвегія Марте Ольсбу-Рейселанн Йоганнес Бо                                | 34:19.9 (0+0) (0+1) (0+2) (0+0) (0+0) (0+2)               | Німеччина Франциска Пройс Ерік Лессер                                               | 34:37.5 (0+0) (0+1) (0+0) (0+2) (0+1) (0+0) (0+0) (0+1)   | Франція Анаїс Бескон Емільєн Жаклен                                                                      | 34:49.7 (0+0) (0+0) (0+2) (0+1) (0+1) (0+0) (0+0) (0+0)   |
| Змішана естафета — Контіолагті          | Скасовано через пандемію коронавірусу                                      | Скасовано через пандемію коронавірусу                     | Скасовано через пандемію коронавірусу                                               | Скасовано через пандемію коронавірусу                     | Скасовано через пандемію коронавірусу                                                                    | Скасовано через пандемію коронавірусу                     |
| Одиночна змішана естафета — Контіолагті | Скасовано через пандемію коронавірусу                                      | Скасовано через пандемію коронавірусу                     | Скасовано через пандемію коронавірусу                                               | Скасовано через пандемію коронавірусу                     | Скасовано через пандемію коронавірусу                                                                    | Скасовано через пандемію коронавірусу                     |

## Поточна таблиця
| #  | Команда         | ЕСТ ЗЕ | ЕСТ ОЗЕ | ПОК ЗЕ | ПОК ОЗЕ | ЧС ЗЕ | ЧС ОЗЕ | КОН ЗЕ | КОН ОЗЕ | Загалом |
| -- | --------------- | ------ | ------- | ------ | ------- | ----- | ------ | ------ | ------- | ------- |
|    | Норвегія        | 54     | 48      | 54     | 31      | 60    | 60     | -      | -       | 307     |
| 2  | Франція         | 32     | 36      | 60     | 60      | 36    | 48     | -      | -       | 272     |
| 3  | Німеччина       | 36     | 54      | 48     | 30      | 43    | 54     | -      | -       | 265     |
| 4  | Швеція          | 48     | 60      | 40     | 29      | 30    | 43     | -      | -       | 250     |
| 5  | Італія          | 60     | 34      | 32     | 22      | 54    | 32     | -      | -       | 234     |
| 6  | Австрія         | 40     | 30      | 36     | 48      | 34    | 38     | -      | -       | 226     |
| 7  | Росія           | 43     | 29      | 43     | 28      | 38    | 36     | -      | -       | 217     |
| 8  | Швейцарія       | 38     | 28      | 31     | 38      | 31    | 40     | -      | -       | 206     |
| 9  | Естонія         | 23     | 40      | 22     | 54      | 26    | 29     | -      | -       | 194     |
| 10 | Чехія           | 30     | 23      | 38     | 24      | 48    | 27     | -      | -       | 190     |
| 11 | Канада          | 29     | 31      | 23     | 43      | 27    | 34     | -      | -       | 187     |
| 12 | Україна         | 26     | 43      |        | 40      | 40    | 31     | -      | -       | 180     |
| 13 | Білорусь        | 25     | 32      | 34     | 32      | 29    | 26     | -      | -       | 178     |
| 14 | США             | 34     | 38      | 29     | 18      | 28    | 30     | -      | -       | 177     |
| 15 | Польща          | 27     | 25      | 27     | 26      | 24    | 23     | -      | -       | 152     |
| 16 | Японія          | 18     | 21      | 26     | 25      | 21    | 28     | -      | -       | 139     |
| 17 | Фінляндія       | 31     | 24      | 28     |         | 32    | 18     | -      | -       | 133     |
| 18 | Словаччина      | 28     | 17      | 20     | 27      | 22    | 15     | -      | -       | 129     |
| 19 | Словенія        | 19     | 22      | 30     | 17      | 18    | 22     | -      | -       | 128     |
| 20 | Казахстан       | 20     | 27      | 21     | 19      | 19    | 19     | -      | -       | 125     |
| 21 | КНР             | 22     | 20      | 19     | 20      | 23    | 20     | -      | -       | 124     |
| 22 | Литва           | 16     | 19      | 25     | 21      | 25    | 17     | -      | -       | 123     |
| 23 | Болгарія        | 24     | 26      | 24     | 16      | 17    | 16     | -      | -       | 123     |
| 24 | Латвія          | 17     |         | 17     | 36      | 20    | 24     | -      | -       | 114     |
| 25 | Південна Корея  | 21     | 15      |        | 34      | 14    | 25     | -      | -       | 109     |
| 26 | Румунія         |        | 18      | 18     | 15      | 15    | 14     | -      | -       | 80      |
| 27 | Бельгія         |        |         |        | 23      | 16    | 21     | -      | -       | 60      |
| 28 | Хорватія        |        | 16      |        |         |       | 13     | -      | -       | 29      |
| 29 | Угорщина        |        |         |        |         |       | 12     | -      | -       | 12      |
| 30 | Велика Британія |        |         |        |         |       | 11     | -      | -       | 11      |